# 吉永拓斗
吉永拓斗（1999年9月14日—），日本男性配音員、演員。出身於埼玉縣。身高174cm。A型血。

## 人物簡介
向日葵劇團所屬。2016年7月首播的電視動畫《DAYS》第一次擔任主角的配音。
2017年11月19日起，加入唱片公司Kiramune。

## 演出作品
※粗體字表示說明飾演的主要角色。

### 電視動畫
2015年
- 東京喰種√A（亞門鋼太朗〈小時候〉）

2016年
- 超時空要塞Δ（古拉）
- DAYS（柄本盡[5]）
- 龍族拼圖X（艾斯[6]、幼少王）

2017年
- 不正經的魔術講師與禁忌教典（里特·里布里歐）

2018年
- 沒有心跳的少女 BEATLESS（遠藤新人[7]）
- 火之丸相撲（狩谷俊[8]）
- DOUBLE DECKER！道格＆基里爾（加斯）
- 逆轉裁判 ～對這個「真相」，有異議！～（里克·斯蒂姆）

2019年
- 龍族拼圖（隼人）
- 入間同學入魔了！（阿加雷斯·皮奎諾[9]、學生B、巴魯斯·羅賓）

2021年
- 遊戲王SEVENS（本屋ブラウン）
- 入間同學入魔了！（第2期）（阿加雷斯·皮奎諾）
- 我立於百萬生命之上（友人）
- 異世界食堂2（傑克）
- SAKUGAN（ロイビー）

2022年
- 寶可夢 旅途（赫普）
- BORUTO-火影新世代-NARUTO NEXT GENERATIONS-（風魔英輝[10]）
- 因為是反派大小姐所以養了魔王（多尼[11]）

2023年
- 遊戲王GO RUSH（本屋ヘンリー）

2024年
- 吸血鬼男子宿舍（キャンディ先輩）

2025年
- 青之壬生浪（影丸）

### 電影動畫
2010年
- 歡迎來到宇宙劇場（原田康二）
- 涼宮春日的消失（男孩子[12]）

2011年
- 對某飛行員的追憶（狩乃·查爾斯〈少年時期〉[13]）

2012年
- 被狙擊的學園（關健二〈小時候〉）

2014年
- 聖鬥士星矢 Legend of Sanctuary（星矢〈小時候〉）

2019年
- 電影之小松先生（男子）

### 網路動畫
2017年
- 40週年喔!! 快樂快樂全明星小學（龍的招喚士艾斯）

### 遊戲
2010年
- 王國之心 夢中降生（索拉〈幼少時期〉）

2011年
- 索尼克世代（二尾子狐Classic）

### 外語配音
※作品依英文名稱及英文原名排序。

#### 電影
- 魔法童話夜（Patrick〈Jonathan Morgan Heit 飾演〉）
- 聖訴
- 神風終極戰士3D
- 超人：鋼鐵英雄（13歳的Clark Kent）
- 波西傑克森：妖魔之海（少年時期的Glover）
- 鋼鐵擂台（Max Kenton〈Dakota Goyo 飾演〉）※DVD版。
- 聖誕狗狗（英语：Santa Buddies）
- 3D王牌小間諜（英语：Spy Kids 4：All the Time in the World）（Cecil Wilson〈Mason Cook 飾演〉）
- 生命樹（少年時期的Jack〈Hunter McCracken 飾演〉）
- 創：光速戰記

#### 電視影集
- 檀島警騎2.0 (第5季)－第18集。
- 馬醫（白光炫〈曹承佑 飾演〉）※NHK版。
- 迷失
- 公主的男人（端宗）※NHK版。
- 李祘

#### 動畫
- 查理布朗與史努比
- 食破天驚（小時候的Flint Lockwood〈Max Neuwirth 配音〉）
- 怪誕復活狗（Victor Frankenstein〈Charlie Tahan 配音〉）
- 小飛俠2：夢不落帝國（Twins〈Aaron Spann 配音〉）
- 衝浪季節
- 天外奇蹟（小時候的Carl Fredricksen〈Jeremy Leary 配音〉）

### 廣播
※記號表示說明網路廣播。
- RADIO DAYS（音泉：2016年－2017年，音泉）※
- Kiramune Presents 我們的Music Park（2017年－現在，animate Times（日语：アニメイトタイムズ））※[14]

### 廣告
- Kurary
- 公共廣告機構（日语：ACジャパン）

### 電視節目
※記號表示說明網路電視。
- Kiramune公司R/L（日语：Kiramuneカンパニー） #21（2018年1月19日／27日，富士電視台NEXT（日语：フジテレビNEXT）／富士電視台TWO（日语：フジテレビTWO））

### 舞台
- （豬名寺亂太郎）

### 電影
- 大電影之夜（日语：大停電の夜に）
- 飛行兔子（日语：フライング☆ラビッツ）

### 其它
- 兒童布偶劇場（日语：こどもにんぎょう劇場）

## 音樂作品
SparQlew的活動請參照「SparQlew」。

### 角色歌曲
| 發行日期 | 標題                                         | 名義               | 曲名                                                   | 商業搭配               |
| 2016年   | 2016年                                       | 2016年             | 2016年                                                 | 2016年                 |
| -------- | -------------------------------------------- | ------------------ | ------------------------------------------------------ | ---------------------- |
| 8月3日   | EVERLASTING DAYS                             | 聖蹟高校足球社     | 「EVERLASTING DAYS」                                   | 電視動畫『DAYS』片尾曲 |
| 9月7日   | 電視動畫「DAYS」角色歌曲 Vol.01 Run or Run！ | 柄本盡（吉永拓斗） | 「Run or Run！」 「EVERLASTING DAYS（Tsukushi Ver.）」 | 電視動畫『DAYS』關連曲 |

## 腳註

## 外部連結
- 吉永拓斗的X（前Twitter） （日語）
- 吉永拓斗的Instagram帳戶 （日語）
- （日語）－吉永拓斗的官方個人部落格。
- 吉永拓斗－日本藝人名鑑 （页面存档备份，存于） （日語）
- 吉永拓斗－Talent Date Bank （页面存档备份，存于） （日語）